# Last Goodbye
"Last Goodbye" is een nummer van de Amerikaanse artiest Jeff Buckley. Het nummer verscheen op zijn enige studioalbum Grace uit 1994. In januari 1995 werd het nummer uitgebracht als de tweede single van het album.

## Achtergrond
"Last Goodbye" is geschreven door Buckley en geproduceerd door Andy Wallace. Het nummer had oorspronkelijk de titel "Unforgiven". Onder deze titel werd het in 1990 als demo opgenomen. Deze versie had meer een stevig rockgevoel. In 1993 nam Buckley een liveversie van het nummer op, nog altijd onder de titel "Unforgiven", die in 2003 op het postume album Live at Sin-é verscheen.
"Last Goodbye" is commercieel gezien de meest succesvolle single van Buckley in de Verenigde Staten, met een negentiende plaats in de Modern Rock Tracks-lijst als hoogste notering. Ook in het Verenigd Koninkrijk en Australië werden de hitlijsten gehaald, met respectievelijk plaats 54 en plaats 88 als de hoogste noteringen. In Nederland en Vlaanderen wist de single geen hitlijsten te bereiken. Desondanks bleek het een populair nummer en stond het in Nederland twee jaar genoteerd in de Radio 2 Top 2000.

## NPO Radio 2 Top 2000
| Nummer met noteringen in de NPO Radio 2 Top 2000 | '16  | '17  |
| ------------------------------------------------ | ---- | ---- |
| Last Goodbye                                     | 1858 | 1958 |

1. ↑  Een vetgedrukt getal geeft de hoogste notering aan.
2. ↑  2016 was het eerste jaar met een notering voor dit nummer.
3. ↑  Deze tabel is bijgewerkt tot en met de laatste editie (2024).